# Athabasca Sand Dunes Provincial Park
Athabasca Sand Dunes Provincial Park är en park i Kanada.   Den ligger i provinsen Saskatchewan, i den centrala delen av landet, 2 700 km nordväst om huvudstaden Ottawa. Athabasca Sand Dunes Provincial Park ligger 318 meter över havet.
Terrängen runt Athabasca Sand Dunes Provincial Park är platt. Trakten runt Athabasca Sand Dunes Provincial Park är nära nog obefolkad, med mindre än två invånare per kvadratkilometer.. Det finns inga samhällen i närheten. 
Trakten runt Athabasca Sand Dunes Provincial Park består i huvudsak av gräsmarker.